# Wirunga

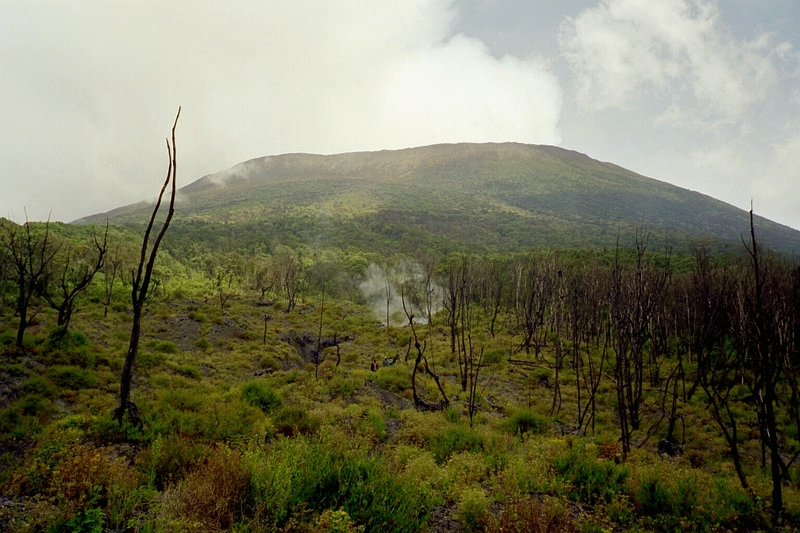
Nyiragongo

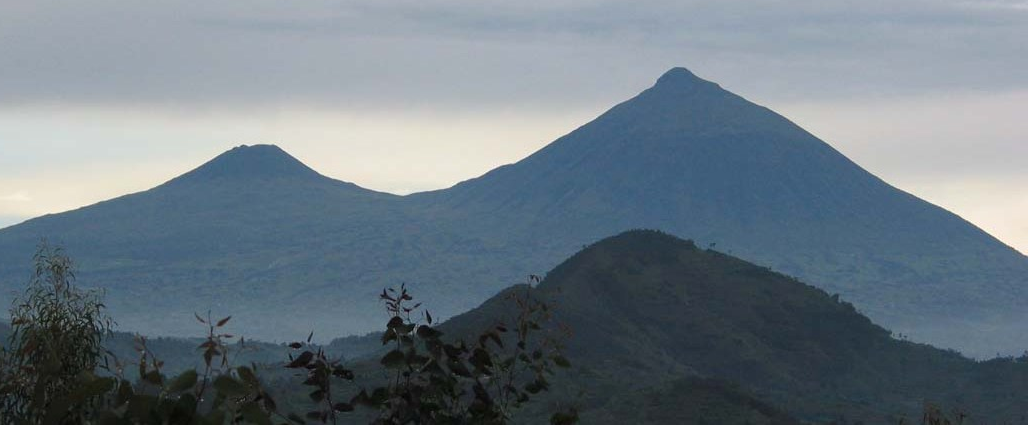
Gahinga (po lewej) i Muhabura (po prawej)

Wirunga (ang., fr. Virunga, suahili Mufumbiro) – wulkaniczny łańcuch górski we wschodniej Afryce, na granicy Rwandy, Demokratycznej Republiki Konga (DRK) i Ugandy, część systemu Wielkich Rowów Afrykańskich.
Spośród ośmiu wielkich wulkanów dwa – Nyiragongo (3462 m) i Nyamuragira (3063 m) – są czynne. Najwyższy jest wulkan Karisimbi (4507 m), najstarszy – wulkan Sabyinyo (3634 m).
Wirungę zamieszkują goryle górskie, wpisane do czerwonej księgi gatunków zagrożonych wyginięciem.

## Parki narodowe
- Park Narodowy Wirunga, Demokratyczna Republika Konga
- Park Narodowy Wulkanów, Rwanda
- Park Narodowy Goryli Mgahinga, Uganda

## Wulkany grupy Wirunga
- Karisimbi, Rwanda/DRK (4507 m)
- Mikeno, DRK (4437 m)
- Muhabura, Rwanda/Uganda (4127 m)
- Bisoke, Rwanda/DRK (3711 m)
- Sabyinyo, Rwanda/Uganda (3674 m)
- Gahinga, Rwanda/Uganda (3474 m)
- Nyiragongo, DRK (3470 m)
- Nyamuragira, DRK (3058 m)